# Nudochernes lipsae
Nudochernes lipsae är en spindeldjursart som beskrevs av Volker Mahnert 2003. Nudochernes lipsae ingår i släktet Nudochernes och familjen blindklokrypare. Inga underarter finns listade i Catalogue of Life.